# Шурыгин, Анатолий Алексеевич
Анато́лий Алексе́евич Шуры́гин (14 января 1931, Александров Гай, Александрово-Гайский район, Саратовская область, РСФСР, СССР) — советский артист театра, оперный певец. Ведущий солист-вокалист Марийского музыкального театра (ныне — Марийский государственный академический театр оперы и балета имени Э. Сапаева) (1972—1989). Заслуженный артист РСФСР (1985). Народный артист Марийской АССР (1979).

## Биография
Родился 14 января 1931 года в селе Александров Гай Саратовской области.
В 1958 году окончил Московскую консерваторию. До 1972 года работал в театрах Сыктывкара, Даугавпилса, Бобруйска, Могилёва.
В 1972—1989 годах — солист-вокалист Марийского музыкального театра (ныне — Марийский государственный академический театр оперы и балета имени Э. Сапаева).
В 1989 году уехал в Киев, где и проживает в настоящее время.

## Творчество
Получил известность как ведущий тенор, исполнитель главных партий оперы и оперетты в Марийском музыкальном театре. Голос — лирико-драматический тенор.
Дебютировал на марийской сцене партией Эвая в первой марийской опере «Акпатыр» Э. Сапаева. Известны его сценические образы графа Альмавивы в «Севильском цирюльнике» Дж. Россини, Ленского в «Евгении Онегине» П. Чайковского, Альфреда в «Травиате» Дж. Верди, Канио в «Паяцах» Р. Леонковалло, Кавародосси в «Тоске» Дж. Пуччини и Хозе в «Кармен» Ж. Бизе. Играл он и героев оперетт: лейтенанта Шамплятро в «Мадемуазель Нитуш» Ф. Эрве, Эдвина в «Сильве» И. Кальмана, графа Данило в «Весёлой вдове» Ф. Легара и многих других.
Артист от природы имел красивый и звучный голос, обладал сценической обаятельностью и пластичностью. На сцене виртуозно владел своим голосом: легко и полётно демонстрировал колоратуры, умел разнообразить тембровое звучание голоса. Его отличали выразительные актёрские данные, отменное чувство ансамбля. Он умел отыскать такие краски роли, которые подчёркивали атмосферу, время действия, социальную принадлежность героя.
Был постоянным участником различных концертов — торжественных, праздничных, гастрольных, исполняя в них популярные арии, романсы и русские народные песни.
В 1979 году за вклад в развитие театрального и музыкального искусства ему было присвоено почётное звание «Народный артист Марийской АССР», в 1985 году — почётное звание «Заслуженный артист РСФСР».

## Репертуар
Список основных ролей А. А. Шурыгина:
- Эвай (Э. Сапаев «Акпатыр»)
- Граф Альмавива (Дж. Россини «Севильский цирюльник»)
- Ленский (П. Чайковский «Евгений Онегин»)
- Альфред (Дж. Верди «Травиата»)
- Канио (Р. Леонковалло «Паяцы»)
- Кавародосси (Дж. Пуччини «Тоска»)
- Хозе (Ж. Бизе «Кармен»)
- Лейтенант Шамплятро (Ф. Эрве «Мадемуазель Нитуш»)
- Эдвин (И. Кальман «Сильва»)
- Граф Данило (Ф. Легар «Весёлая вдова»)

## Признание
- Заслуженный артист РСФСР (1985)[1][2]
- Народный артист Марийской АССР (1979)[1][2]
- Заслуженный артист Марийской АССР (1975)[1][2]